# Еріх Шульте Ментінг
Еріх Шульте Ментінг (нім. Erich Schulte Mönting; 28 серпня 1897 — 17 січня 1976) — німецький військовий діяч, віце-адмірал крігсмаріне (1 квітня 1945). Кавалер Німецького хреста в сріблі.

## Біографія
3 січня 1916 року вступив на флот добровольцем. Учасник Першої світової війни. Служив на важких крейсерах «Фрейя», «Дерффінгер», «Зейдліц». Після закінчення війни залишений на флоті. З квітня 1922 року служив на міноносцях. З 26 лютого 1925 року — прапор-лейтенант штабу командувача ВМС в Північному морі. 5 січня 1926 року призначений військово-морським ад'ютантом рейхспрезидента Німеччини. З 29 липня 1926 по 22 вересня 1929 року — командир міноносця «Лухс». З 7 серпня 1933 року — ад'ютант Еріха Редера. 1 червня 1937 року призначений командиром навчального батальйону 3-й дивізії ескадрених міноносців. З 15 вересня 1937 року — командир ескадреного міноносця «Герман Шеман».
28 жовтня 1938 року переведений в штаб головнокомандувача ВМС і 5 січня 1939 року призначений його начальником. Штаб був органом зв'язку головнокомандувача і діяв за його особистими вказівками, здійснюючи зв'язок, а також контроль над різними підрозділами флоту. Один з найближчих співробітників Редера. З 15 березня 1944 року — командувач береговою обороною Лангедоку. 8 листопада 1944 року призначений командувачем-адміралом на Північному узбережжі Норвегії. 17 серпня 1945 року інтернований британською владою. У липні 1947 року звільнений.

## Нагороди
- Залізний хрест 2-го класу
- Почесний хрест ветерана війни з мечами
- Медаль «За вислугу років у Вермахті» 4-го, 3-го і 2-го класу (18 років; 2 жовтня 1936) — отримав 3 нагороди одночасно.
- Орден Заслуг (Угорщина), офіцерський хрест (20 серпня 1938)
- Орден Корони (Югославія) 3-го ступеня
- Орден морських заслуг (Іспанія)
  - 3-го класу, білий дивізіон
  - великий хрест, білий дивізіон (7 грудня 1943)
- Орден «Святий Олександр», командорський хрест з мечами на кільці (Третє Болгарське царство)
- Застібка до Залізного хреста 2-го класу (29 вересня 1939)
- Залізний хрест 1-го класу (21 квітня 1940)
- Орден Меча, командорський хрест (Швеція; 22 жовтня 1940)
- Орден Священного скарбу 3-го класу (Японська імперія; 9 квітня 1941)
- Орден Зірки Румунії, командорський хрест (9 вересня 1941)
- Орден Корони Італії, командорський хрест (9 грудня 1941)
- Хрест Воєнних заслуг 2-го і 1-го класу з мечами
- Орден Хреста Свободи 2-го класу з дубовим листям і мечами (Фінляндія; 25 березня 1942)
- Німецький хрест в сріблі (25 червня 1942)
- Орден Корони короля Звоніміра 1-го класу з мечами (Незалежна Держава Хорватія; 26 вересня 1942)